# Acerrae
Acerrae était une forteresse de la Gaule transpadane, appartenant aux Celtes Insubres et postée sur la rive de la rivière Adda le long de la route qui reliait Crémone avec Laus Pompeia (Lodi Vecchio), près de l'actuelle Pizzighettone, dans la province de Crémone.

## Situation géographique
Acerrae est identifié comme une forteresse située au-delà du Pô, possiblement à l'emplacement de l’actuelle Pizzighettone.

## Histoire
L'époque de la fondation d'Acerrae n'est pas connue. Quelques reconstitutions soutiennent - sans pouvoir le prouver - son lien avec une précédente installation d'origine étrusque. Il est certain, toutefois, qu’au IIIe siècle av. J.-C. existait une forteresse du nom d'Acerrae appartenant aux Celtes insubres et située non loin du confluent de l'Adda avec le Pô[réf. nécessaire].
L'année suivante, en 222 av. J.-C., une nouvelle armée commandée par les consuls Claudius Marcellus et Cnaeus Cornelius Scipio Calvus traversa l'Adda et se présenta devant la cité. L'éventuelle conquête d'Acerrae aurait compromis la sécurité du territoire insubre entier, en ouvrant à l'armée romaine la route de la capitale Mediolanum (l'actuelle Milan). Ainsi, un fort contingent de Celtes gésates, allié avec les Insubres, se rua vers la garnison fortifiée de Clastidium (l'actuelle Casteggio, près de Pavie). Celle-ci avait été occupée par les troupes romaines l’année précédente et représentait un repère d'une importance considérable pour le contrôle du cours moyen du Pô et pour le maintien des récentes conquêtes dans la plaine du Pô.
Cnaeus Cornelius Scipio Calvus réussit à prendre Acerrae, ouvrant les « portes » du territoire insubre aux légions romaines. 

## Sources
Le manque de découvertes archéologiques rend difficile une définition précise de la position d'Acerrae. Sont présents, par contre, de nombreux témoignages littéraires de l'établissement maintenant disparu : Polybe, Tite-Live, Strabon. S’y ajoute la Table de Peutinger , sur laquelle Acerrae est mentionnée.
L’historien du début du XXe siècle, Giovanni Agnelli l’a identifiée avec le hameau S. Giulitta di Meleti (LO), où en 1887 furent découverts non seulement des repères préhistoriques comme haches et colliers, mais aussi un cimetière romain de bonnes dimensions (avec monnaie de l’âge de Costantin) et pierres brûlées (compatibles avec la destruction de la cité, œuvre des Barbares). Aujourd’hui les habitants ne se rappellent plus le lieu exact, mais le fait qu’un cimetière existait indique que le pays était habité par un bon nombre de colons[réf. nécessaire].
Aujourd'hui, la localisation est plutôt située à Pizzighettone, grâce à la découverte d'un casque en bronze daté du IIIe siècle avec une inscription latine archaïque, sans doute lié aux événements de 222 av. J.-C. Roberto Knobloch pense que la localisation près de Gera sur la rive droite de l'Adda, en face de Pizzighettone, au lieu-dit Cascina San Francesco, sur un éperon triangulaire formé par le plateau, est plus que probable, même s'il manque des fouilles systématiques pour le confirmer.